# Nalžovské Hory
Nalžovské Hory est une ville du district de Klatovy, dans la région de Plzeň, en Tchéquie. Elle a été créée en 1951 par la fusion de la ville de Stříbrné Hory (en allemand : Silberberg) avec la commune de Nalžovy (Ellischau). Sa population s'élevait à 1 190 habitants en 2024.

## Géographie
La ville est située dans la partie sud-ouest de la région historique de Bohême, entourée des contreforts de la forêt de Bohême. Nalžovské Hory se trouve à 20 km au sud-ouest de Klatovy, à 48 km au sud-sud-est de Plzeň et à 105 km au sud-ouest de Prague.
La commune est limitée par Plánice et Myslív au nord, par Pačejov, Břežany et Hradešice à l'est, par Budětice et Hrádek au sud, et par Kolinec, Zavlekov, Tužice et Zborovy à l'ouest.

## Histoire
La première mention écrite de la localité de Nalžov dans le royaume de Bohême date de 1379. Grâce aux gisements d'argent découverts à proximité, le roi Vladislas IV (1456-1516) accorde aux seigneurs les droits d'exploitation minière. En 1521, la ville minière de Stříbrné Hory a été fondée au-dessus du village ; elle obtient son autonomie en 1530.
En 1769, la seigneurie de Nalžovy a été acquise par la noble famille Taaffe, issue de la pairie d'Irlande, officiers et fonctionnaires au service de la monarchie de Habsbourg. Le vicomte Eduard Taaffe, ministre-président d'Autriche y mourut en 1895. 

## Administration
La commune se compose de treize sections :
- Krutěnice
- Letovy
- Miřenice
- Nalžovy
- Neprochovy
- Otěšín
- Sedlečko
- Stříbrné Hory
- Těchonice
- Ústaleč
- Velenovy
- Zahrádka
- Žďár

## Galerie

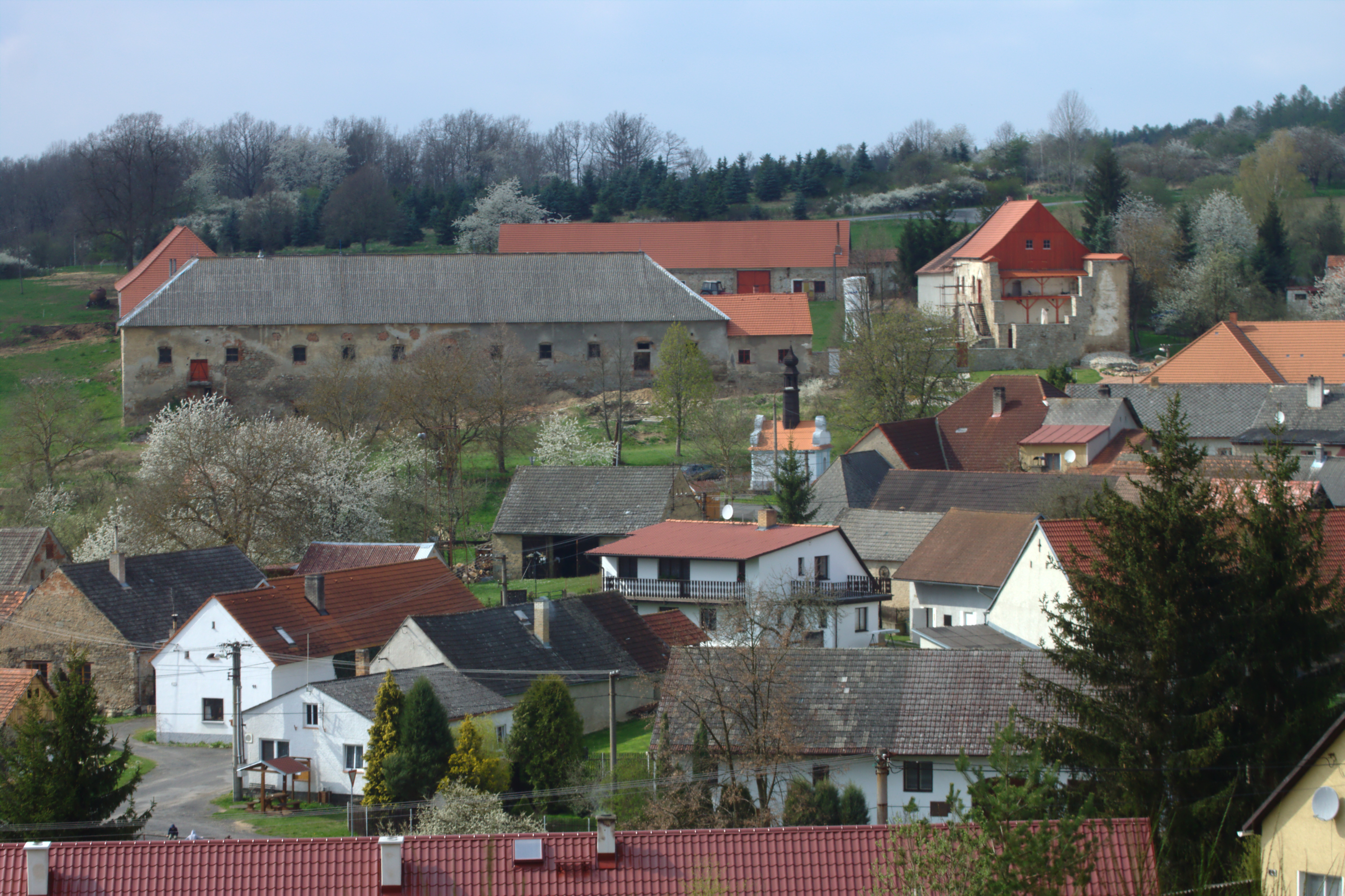
Neprochovy.
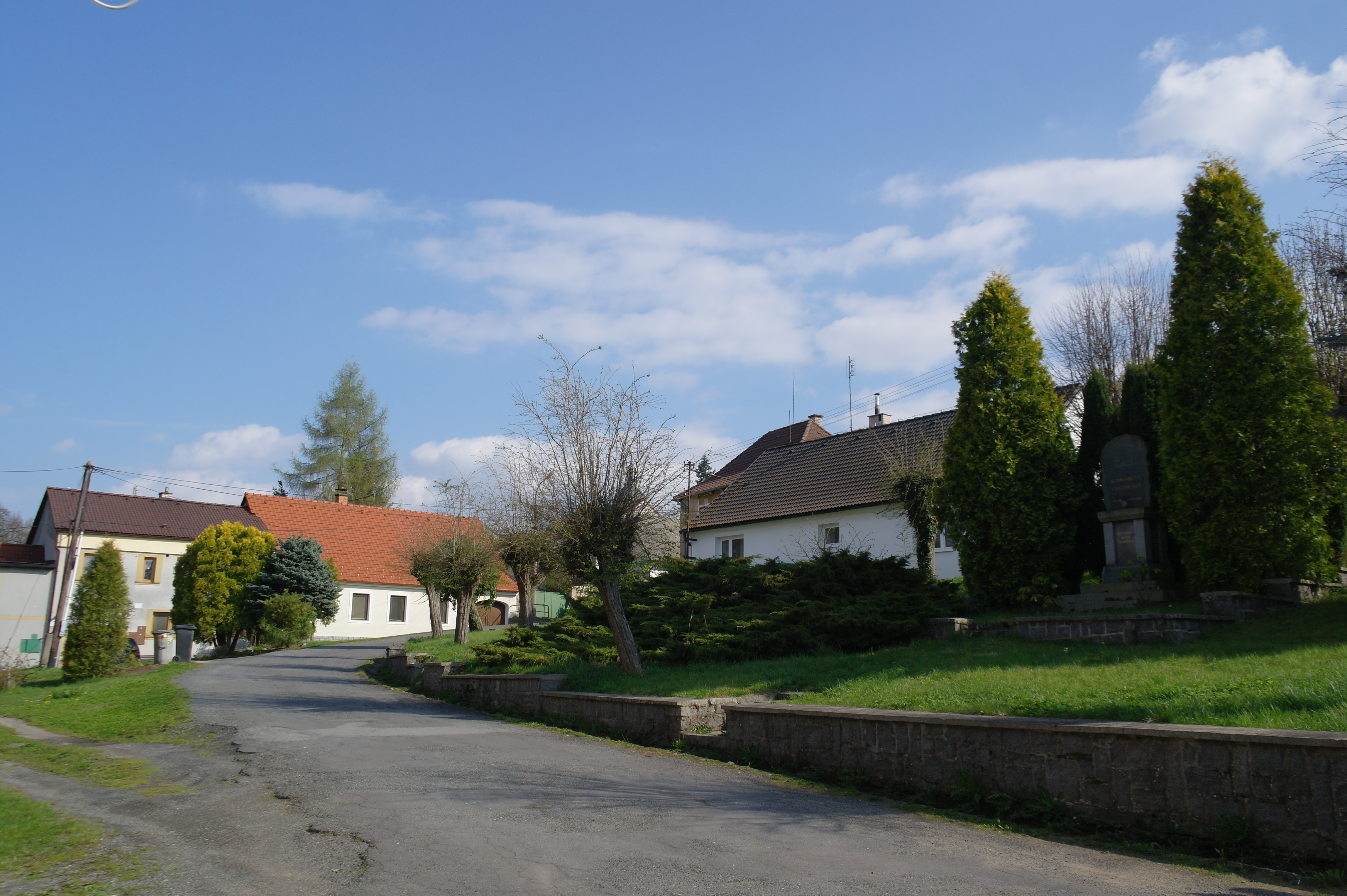
Stříbrné Hory.

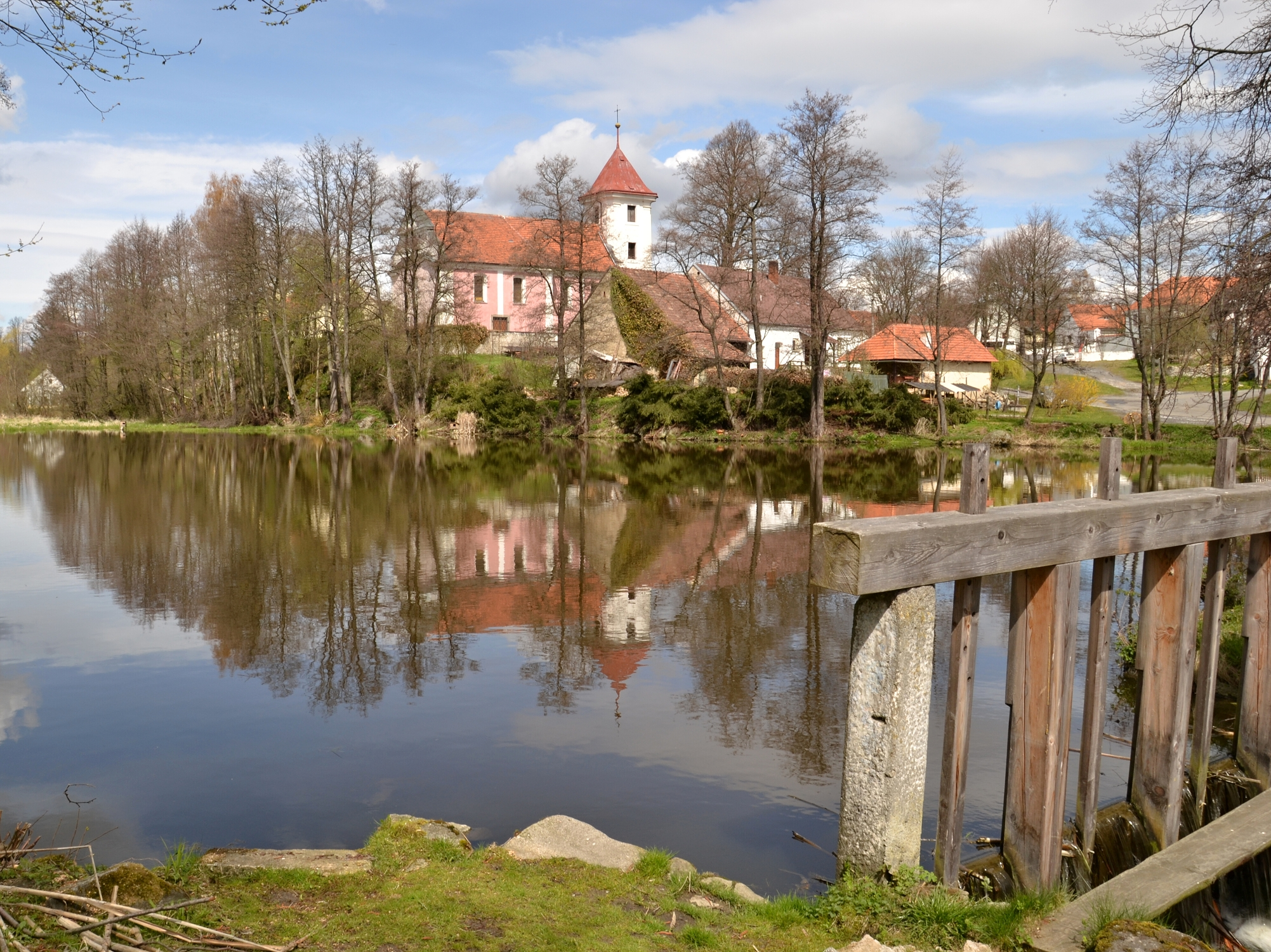
Těchonice : église Saints-Philippe-et-Jacques.
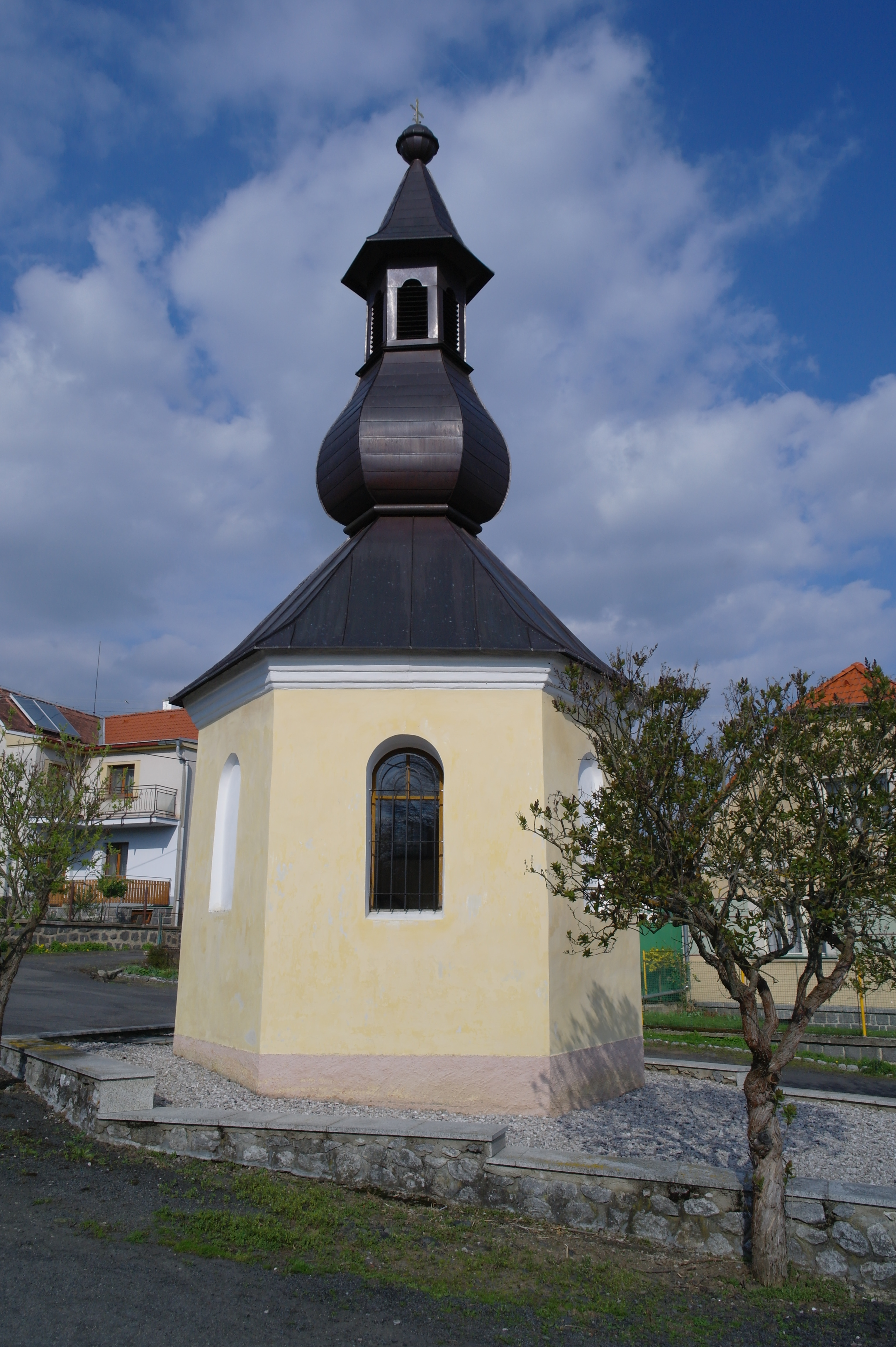
Chapelle à Letovy.
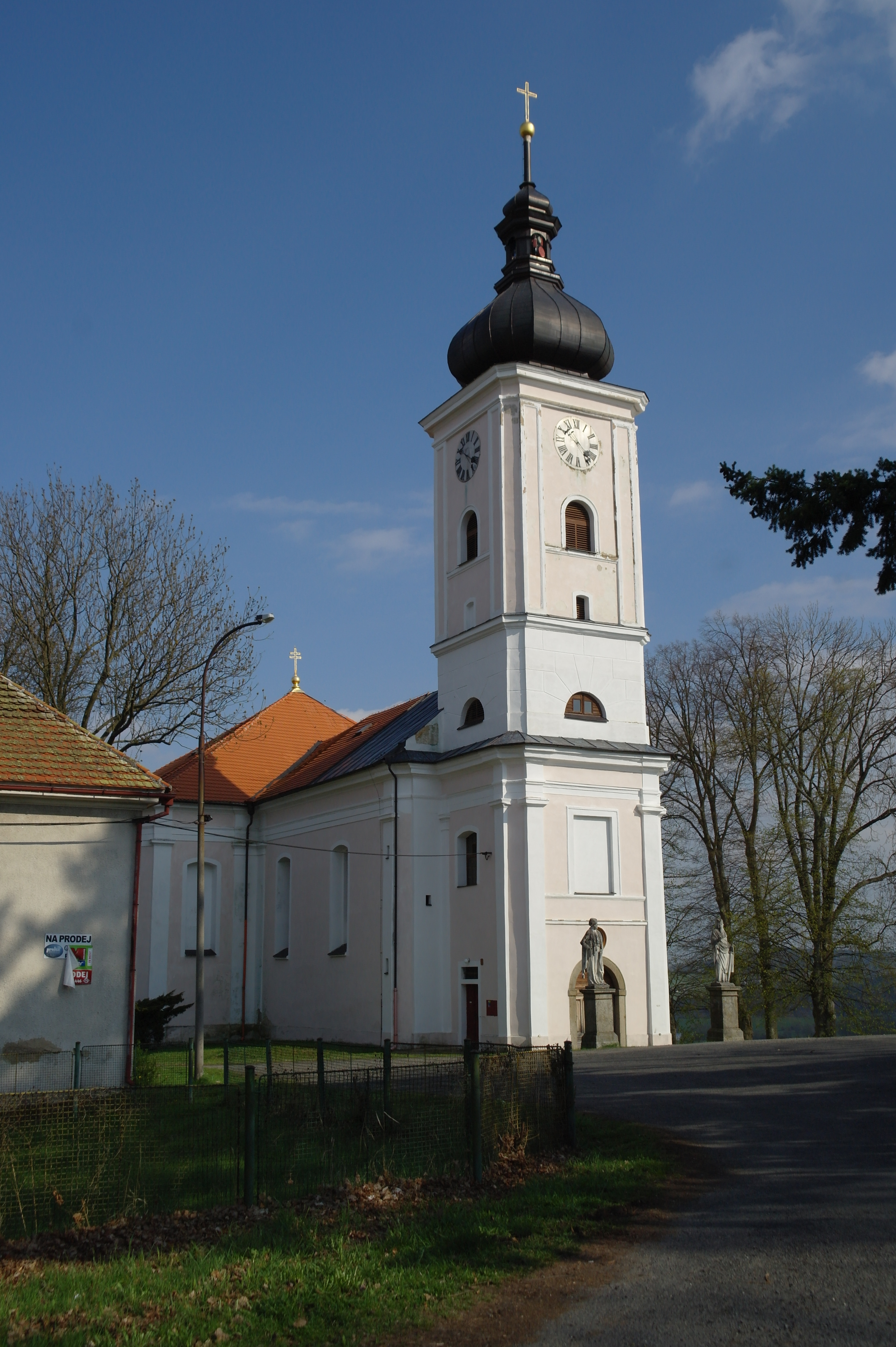
Église de Stříbrné Hory.

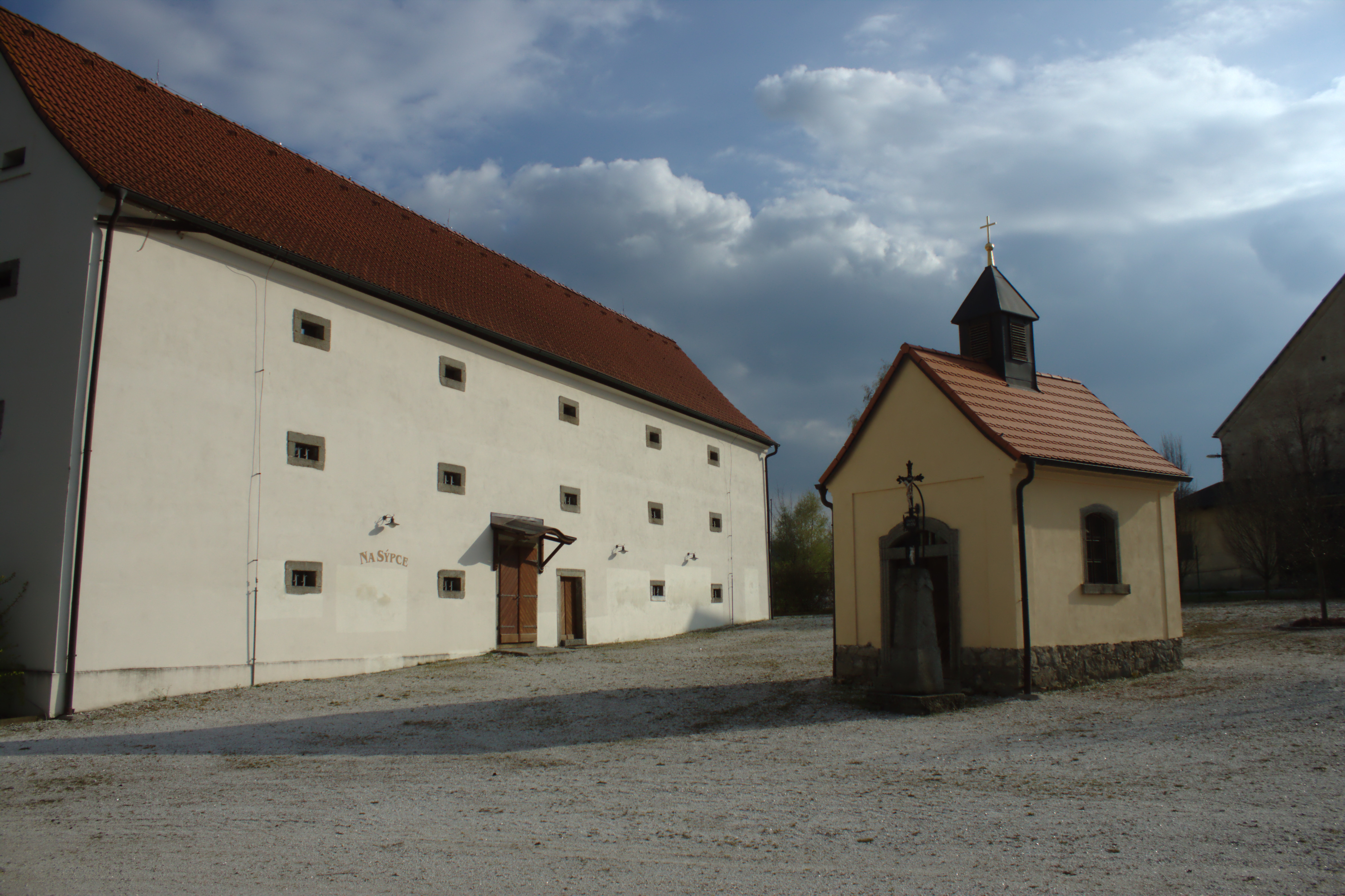
Sedlečko : chapelle et grange.
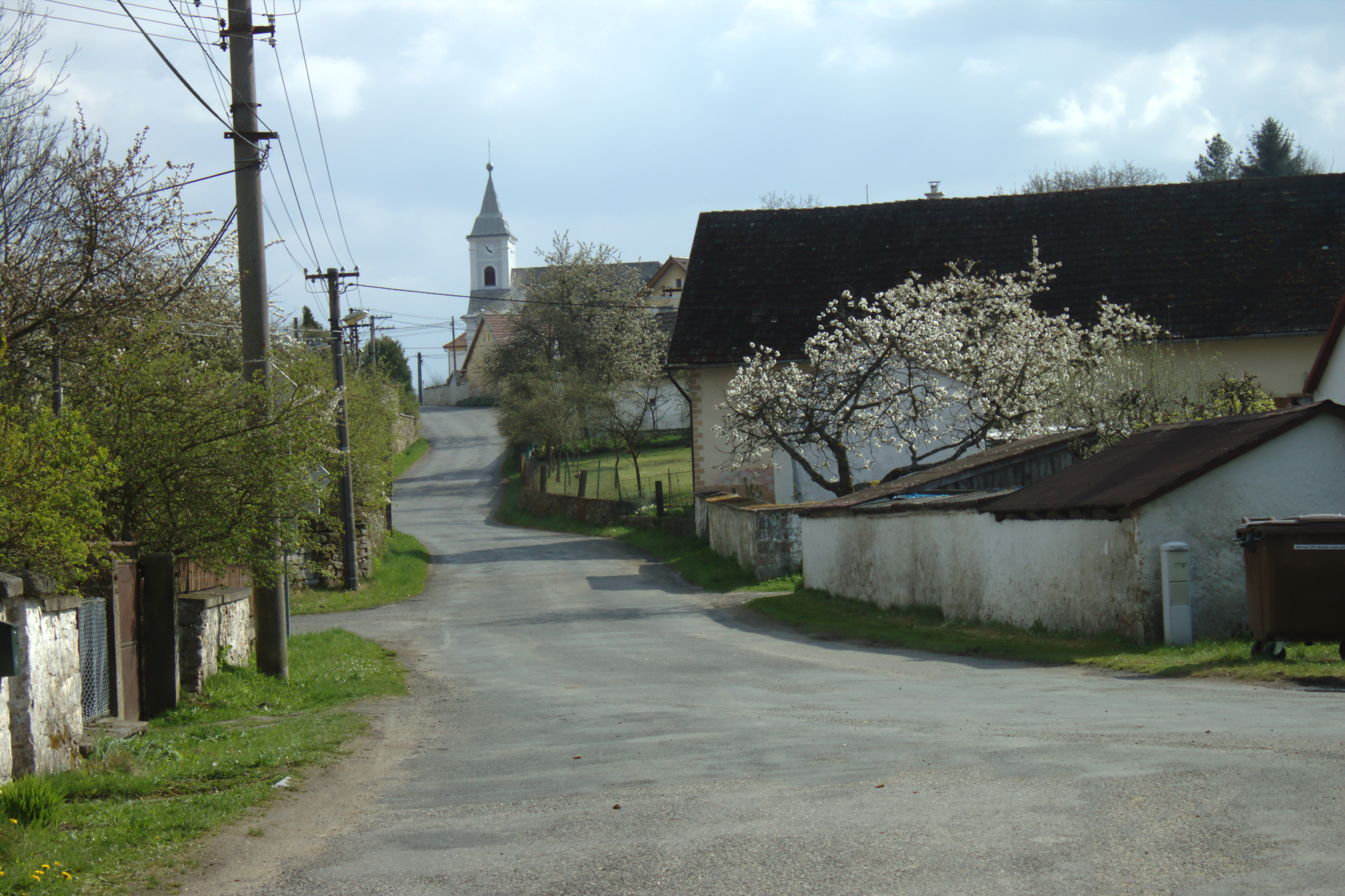
Velenovy : rue principale.

## Transports
Par la route, Nalžovské Hory se trouve à 12 km de Horažďovice, à 21 km de Klatovy, à 58 km de Plzeň et à 125 km de Prague.